# Compagnie genevoise des colonies suisses
La Compagnie genevoise des colonies suisses est une société de colonisation en Algérie dans la région de Sétif qui a été créée par des hommes d'affaires suisses en 1853.

## Historique
Napoléon III, qui avait séjourné en exil en Suisse et qui avait été aidé par des hommes d'affaires, leur concéda par un décret du 26 août 1853 20 000 hectares de terre dans la région de Sétif. Parmi les bénéficiaires de cette concession figuraient notamment le Comte François Auguste Sautter de Beauregard et Charles Louis Sautter. Le capital de départ s'élève à  3,625 millions de francs suisses.
En contrepartie de la concession des 20 000 hectares, les financiers s'engageaient à créer des villages et à faire venir des exploitants. Les débuts furent difficiles et la Compagnie ne remplit jamais totalement ses obligations, se contentant d'exploiter ses terres grâce à des métayers. Les métayers sont recrutés en Suisse, parmi les pauvres, parfois avec le soutien financier des autorités locales, qui espèrent ainsi réduire leurs cotisations sociales.
Parmi ses directeurs, il y en eut un qui fit un travail important sur le plan agronomique pour la Compagnie dans la région de Sétif. Il s'agit de Gotlieb Ryf dont l'apport à l'agriculture de la région fut unanimement reconnu. Un de ses fils, Arnold Ryf, lui succéda à la tête de la Compagnie. On doit ajouter qu'Henry Dunant le fondateur de la Croix Rouge essaya de faire des affaires en Algérie et notamment dans la région de Sétif. Il fut employé par la Compagnie genevoise, sa tâche était de recruter des colons suisses.
Cette compagnie sera expropriée en 1956 et l'on peut consulter ses archives à Genève et aux archives d'Afrique du Nord à Aix-en-Provence.